# Johnny Sample
John B. Sample Jr. (Cape Charles, 15 giugno 1937 – Filadelfia, 26 aprile 2005) è stato un giocatore di football americano statunitense che ha giocato nel ruolo di defensive back nella National Football League e nella American Football League. È l'unico giocatore della storia ad aver vinto un campionato NFL, un campionato AFL e un Super Bowl.

## Carriera professionistica
Sample fu scelto nel corso del settimo giro del Draft NFL 1958 dai Baltimore Colts. Nella sua stagione da rookie vinse il campionato NFL coi Colts nella finale contro i New York Giants, in quella che divenne nota come "The Greatest Game Ever Played". Nella sua ultima stagione, contribuì alla vittoria dei suoi New York Jets nella finale del campionato AFL sugli Oakland Raiders e poi alla vittoria sui Colts nel Super Bowl III, in cui mise a segno un intercetto nella vittoria a sorpresa dei Jets 16–7.
Sample terminò le sue undici stagioni da professionista con 41 intercetti, ritornandoli per 460 yard e 4 touchdown. Inoltre recuperò 13 fumble, ritornandoli per 61 yard. Con gli special team ritornò 68 punt per 559 yard e un touchdown e 60 kickoff per 1.560 yard e un touchdown. Sample guidò la NFL per yard ritornate su punt nel 1961.

## Palmarès

### Franchigia
- Campionati NFL: 2

Baltimore Colts: 1958, 1959
- Campionati AFL : 1

New York Jets: 1968
- Super Bowl : 1

New York Jets: Super Bowl III